# Monteros (kommunhuvudort i Argentina)
Monteros är en kommunhuvudort i Argentina.   Den ligger i provinsen Tucumán, i den norra delen av landet, 1 100 km nordväst om huvudstaden Buenos Aires. Monteros ligger 360 meter över havet och antalet invånare är 23 771.
Terrängen runt Monteros är platt. Närmaste större samhälle är Famaillá, 15,7 km nordost om Monteros. 
Trakten runt Monteros består till största delen av jordbruksmark. Runt Monteros är det ganska glesbefolkat, med 26 invånare per kvadratkilometer.